# Sarbanissa japonica
Sarbanissa japonica är en fjärilsart som beskrevs av Hanan Bytinski-salz 1939. Sarbanissa japonica ingår i släktet Sarbanissa och familjen nattflyn. Inga underarter finns listade.